# Oud-Dilsen
Oud-Dilsen is een buurt in Dilsen-Stokkem. De wijk behoorde oorspronkelijke tot de gemeente Dilsen dat later tot de gemeente Dilsen-Stokkem is gefuseerd. 
Oud-Dilsen heette eerder Dilsen, maar door uitbreiding van het dorp is de dorpskern meer naar het westen verplaatst, waar het huidige centrum is gesitueerd en alle belangrijke voorzieningen van Dilsen zich bevinden. Hierdoor komt deze buurt aan haar naam.
Onder de term Oud-Dilsen duidt men het deel van Dilsen aan dat ten oosten van de N78 ligt. Lokaal wordt Oud-Dilsen ook wel ‘Onder-Dilsen’ genoemd.